# Navono
Navono è una frazione del comune bresciano di Pertica Alta.

## Storia
La località è un piccolo villaggio montano della Val Sabbia di antica origine.
Sebbene già durante il governo veneto esistesse un coordinamento amministrativo della zona, Navono divenne per la prima volta integralmente frazione di Livemmo su ordine di Napoleone, ma gli austriaci annullarono la decisione al loro arrivo nel 1815 con il Regno Lombardo-Veneto.
Dopo l'unità d'Italia il paese non diede significativi segni di crescita. Fu il fascismo a decidere la soppressione del comune unendolo definitivamente a Livemmo, che divenne da quel momento Pertica Alta.